# Radarstation

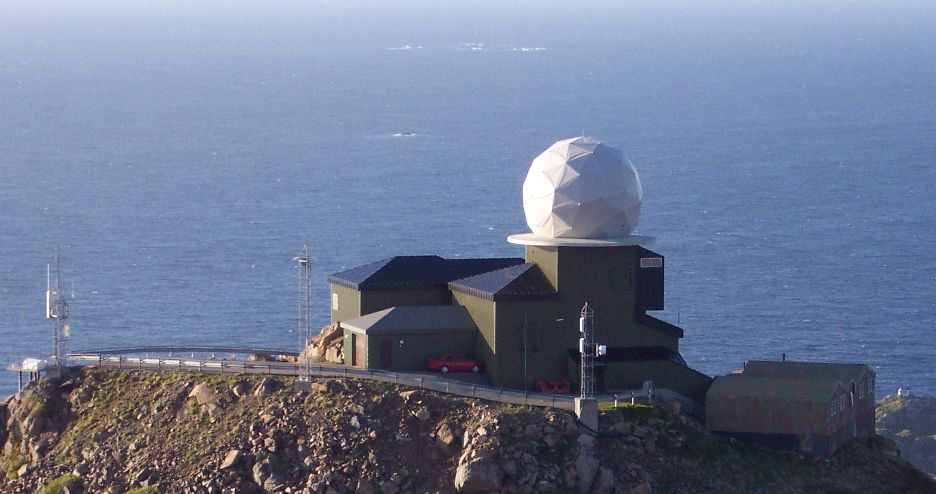
Niederschlagsradar Stø an Norwegens Atlantikküste

Eine Radarstation ist eine stationäre Anlage zum Betrieb eines oder mehrerer Radarsensoren, insbesondere als Flugsicherungsradar und für die Maritime Verkehrssicherung. Flugsicherungsanlagen werden meist auf Berggipfeln oder an exponierter Stelle in einem Geländezug angelegt, um die größtmögliche Reichweite der Radarortung zu erzielen.
Die Antennenanlagen eines Großraumradars können bis zu 20 m breit sein und sind meist durch eine auffällige, kugelförmige Radarkuppel (Radom) vor Witterungseinflüssen geschützt. Forschungs- und Wetterradar-Stationen haben kleinere Antennen.
Die Verarbeitung der Messdaten kann in der Station selbst oder – wie bei der regionalen Flugsicherung – zentral für das ganze Staatsgebiet erfolgen, was entsprechende Datenanbindungen erfordert.

## Funktionsweise
Radarstationen nutzen die Prinzipien der Radartechnologie zur Erkennung und Lokalisierung von Objekten, indem sie elektromagnetische Wellen aussenden und deren Reflexionen analysieren. Dabei wird eine Radarantenne verwendet, um kurze Impulse von Radiowellen auszusenden, die an Objekten reflektiert und von der Antenne wieder empfangen werden. Die Zeitdifferenz zwischen Senden und Empfangen ermöglicht die Berechnung der Entfernung und Geschwindigkeit eines Objekts. Diese Technologie findet breite Anwendung, etwa in der Luft- und Seefahrt, für die Verkehrsüberwachung und in der Meteorologie zur Wetterbeobachtung.

## Infrastruktur

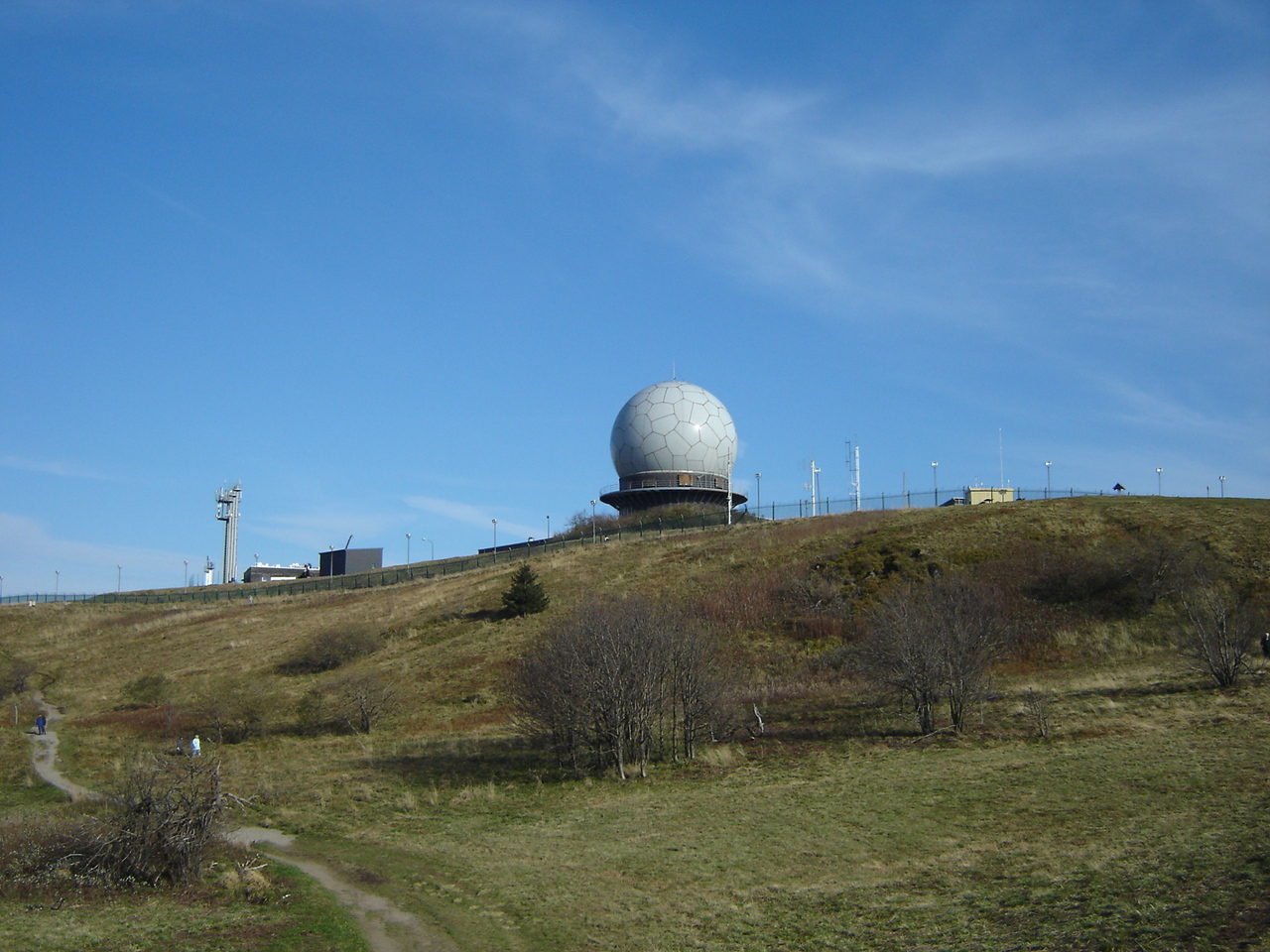
Radarstation auf der Wasserkuppe, Hessen

Zu einer Radarstation gehören in der Regel:
- Das Gebäude, in dem die Radaranlage eingebaut ist. Die Antenne kann einige Meter bis fast 20 Meter messen und als Primär- und Sekundärradar arbeiten.[3]
- Wetterschutz für die Antenne (das sogenannte Radom)
- Mannschaftsunterkünfte für Bedien- und Wartungspersonal
- Telekommunikationsanlagen. Erdgebunden, oft aber Satelliten- oder Richtfunk
- Elektrische Betriebsräume
- Werkstätten
- Gegebenenfalls Notstromaggregate und autarke Wasserversorgung
- Bunkeranlagen bei militärischer Nutzung
- Bunkerfeuerwehr bei militärisch wichtiger Nutzung

Zur Peripherie gehören:
- Zufahrtsstraßen
- Stromanschluss
- Wasseranschluss und Abwasseranschluss
- Datenleitung zur regionalen Zentrale
- gegebenenfalls ein Schutzzaun um das Areal der Station.

## Größere Radarstationen in Deutschland
- Regionale Flugsicherung: Die wichtigsten Radaranlagen werden von der Deutschen Flugsicherung GmbH (DFS) betrieben. Es handelt sich um etwa 32 Radarstationen, verteilt über das gesamte Bundesgebiet. Die Antennen befinden sich meist auf einem Radarturm und sind durch einen großen Radom geschützt. Die Reichweiten betragen jeweils einige 100 km und überdecken sich gegenseitig, sodass vereinzelte Ausfälle die Flugsicherung nicht beeinträchtigen können.
- Lokale Luftraumkontrolle: größere Flughäfen haben ein eigenes Airport Surveillance Radar mit Reichweiten von etwa 50–120 km, das die An- und Abflüge (Steig- und Sinkflug) kontrolliert.
- Rein militärische Radarstationen für Luftverteidigung und Flugleitkontrolle
- Funkverkehr teilw. mit Radar: Einige Fernsehtürme
- Etwa 16 Wetterradare und einige Forschungs- und Satellitenstationen[4]

## Radarstationen in Österreich
- Flugsicherung: zwei zivile Großraum-Radarstationen (Oberösterreich, Kärnten)
- Nahbereichs-Radaranlagen auf Flughäfen, u. a. Wien, Linz, Salzburg (einige Anlagen wurden (und werden noch) durch Multilateration ersetzt)
- Militärische Luftraumkontrolle: drei Stationen des Bundesheeres mit sehr großer Reichweite (Niederösterreich, Salzburg, Kärnten), weitere lokale Radarstationen
- Satellitenstation Graz-Lustbühel
- Radome einiger Wetterdienste

## Radarstationen in der Schweiz
- Flugsicherung: Radarstation der Skyguide bei Boppelsen, Kanton Aargau und Zürich
- Militärische Luftraumkontrolle: zusätzlich mit mobilen Radarstationen
- Niederschlagsradaranlagen von MeteoSchweiz[5]